# Акустический альбом (Король и Шут)
Акустический альбом (укр. Акустичний альбом) — третій номерний альбом російського панк-рок — гурту «Король и Шут», записаний в 1998 році на студії «Мелодія» та випущений в 1999 році. За словами творців, цей альбом є експериментом групи в новому для себе жанрі з метою демонстрації своєї різноплановості. В піснях звучить велика кількість акустики, що робить альбом несхожим на інші роботи групи. Більшість пісень носять любовний, трагічний та гумористичний характер, однак, незважаючи на трагізм, притаманний більшості композицій, їх зміст все ж варто сприймати як жартівливе. Робоча назва альбому — «Любовь негодяя».

## Історія створення

### Запис
1996 року учасники гурту познайомилися з Ігорем «Панкером» Гудковим і разом із ним обговорювали ідею акустичного концерту. Напередодні концерту Михайло Горшеньов потрапив до лікарні, а скасовувати запланований концерт було не можна. В результаті робота двох вокалістів випала на одного - Андрія Князєва. За тиждень до концерту учасники гурту зібралися вдома у Якова Цвіркунова та зробили аранжування до пісень, написаних Андрієм Князєвим під час служби в армії. Матеріал був новий і ще незасвоєний. Саме тоді в репетиціях почав брати участь Олександр Леонтьєв на прізвисько «Ренегат». На той час він грав із молодшим братом Михайла Горшеньова Олексієм у гурті «Кукрыниксы». Леонтьєва попросили допомогти з акустичним виконанням пісень, крім того, потрібна була друга гітара: одного Якова Цвіркунова було мало. Почали розучувати нові пісні — «Бедняжку», «Екатерину». Серед пісень «в розробці» були й майбутні хіти — «Кукла колдуна» та «Прыгну со скалы». В результаті гурт «Король и Шут» відіграв двогодинний акустичний концерт у рок-клубі без Михайла Горшеньова. Після виступу виникла ідея записати цю програму.
Запис альбому розпочався у студії фірми «Мелодия», розташованої у старовинній лютеранській церкві на Василівському острові. Музиканти використовували церковний зал як природний резонатор. За словами музикантів, вони уперше записувались у таких комфортних умовах. У цьому альбомі майже всі пісні виконав Андрій Князєв, також він хотів сам виконати жіночу партію у піснях «Наблюдатель» та «Девушка и граф». Однак його бажання докорінно обрубали представники лейблу «Курица Records», на якому мав вийти альбом. Вони запросили співачку Марину Капуро.
Також у записі брали участь дві скрипальки – Марія Нєфьодова та Марія Бессонова. Раніше вони грали у гурті "Танки". Іноді з'являлося відгалуження від «Танків» — проект під назвою «Музика Т». Вони репетирували на точці біля Московської брами. Там звукорежисером працював барабанщик «Короля и Шута» Олександр Щиголєв. Вони познайомилися, потім потоваришували. Якось музиканти гурту «Король и Шут» репетирували відразу після дівчат і тоді вони познайомилися з гітаристом Яковом Цвіркуновим. Коли розпочався запис «Акустичного альбому» Яків зателефонував дівчатам і запросив їх взяти участь. У результаті одна з дівчат Марія Нєфьодова закріпилася в постійному складі гурту.

### Проблеми з випуском
Зведення робили дві людини: гітарист гурту Яків Цвіркунов та звукорежисер Павло Сажинов удома у Цвіркунова. Комп'ютер, на якому відбувався весь процес, було вкрадено. Завдяки щасливому випадку злодії не забрали диски, на один з яких Цвіркунов за день до цього скинув альбом. Якби не це, то матеріал довелося б переписувати заново.
Однак Михайло Горшеньов, послухавши матеріал «Акустичного альбому», залишився вкрай незадоволеним. Замість реального панк-року - балади з дитячими текстами. Горшеньов наполягав, щоб альбом вийшов як сольний альбом Князя. Але тут вже опиралися представники випуску лейблу, вони доводили: «Король и Шут» — гурт, звичайно, популярний, але до сольної творчості вони ще не доросли. Поки що випускатися можна лише за назвою «Король и Шут». До того ж решта учасників гурту була проти випуску альбому як сольника Андрія Князєва, оскільки брали безпосередню участь у записі. У результаті Горшеньов наполяг на назві «Акустичний альбом», замість робочої назви «Любовь негодяя», щоб ця робота гурту відрізнялася від інших у дискографії. А поки точилися суперечки, фірма «Курица Records» розвалилася, і альбом перейшов у власність гурту. Потрібно було шукати новий лейбл.
«Акустический альбом» майже рік не міг побачити світ. Допоміг випадок. У Москві гурт мав знайому, яку звали Олена Карпова. Якось вона знімала гурт в «Живой коллекции» (навесні 1998) для каналу РТР. На той час, коли «Король и Шут» записали «Акустический альбом», Карпова працювала на лейблі «ОРТ-Рекордс». Очолював його продюсер Йосип Пригожин. Карпова почала вести переговори з Пригожиним про те, що добре було б видати альбом гурту, який щойно зібрав Палац спорту «Ювілейний» у Пітері. До Москви викликали директора колективу. З ним приїхали Яків Цвіркунов, Князєв та Балунов. Пригожин шукав хороші проєкти, йому сподобався гурт. Було досягнуто згоди та підписано договір, за яким авторський гонорар становив тридцять тисяч доларів. Альбом було випущено компанією «ОРТ Рекордс».
Якщо альбом «Камнем по голове» продавався досить погано — його просто мало було у продажу, а «Будь как дома, Путник..!» — тоді він ще називався «Король и Шут» було дуже складно знайти, оскільки він був випущений невеликим тиражем, то "Акустический альбом" за кількістю продажів випередив обидва попередні альбоми - він продавався краще, ніж вони обидва разом узяті, з'явившись за межами Москви та Санкт-Петербургу.

## Чарти
Пісня «Прыгну со скалы» за підсумками 2000 року посіла перше місце у хіт-параді «Чартова дюжина», протримавшись на вершині хіт-параду «Нашого радіо» півроку.
У голосуванні, що завершилося 31 грудня 2008 року, приуроченому до 10-річного ювілею «Нашого радіо», пісня «Прыгну со скалы» увійшла до топ-10 кращих пісень десятиліття.

## Список композицій
Слова і музика усіх пісень — Андрій Князєв, окрім відмічених. 
| 1.    | «Кукла колдуна»                         |                                      | 3:22 |
| 2.    | «Наблюдатель»                           |                                      | 4:43 |
| 3.    | «Бедняжка»                              |                                      | 4:08 |
| 4.    | «Прыгну со скалы»                       |                                      | 3:11 |
| 5.    | «Девушка и граф»                        |                                      | 4:31 |
| 6.    | «Песня мушкетёров»                      |                                      | 3:47 |
| 7.    | «Тяни!»                                 |                                      | 2:54 |
| 8.    | «Утренний рассвет»                      | Михайло Горшеньов                    | 2:27 |
| 9.    | «Сосиска»                               |                                      | 2:10 |
| 10.   | «Карапуз»                               |                                      | 2:32 |
| 11.   | «Спятил отец»                           |                                      | 3:28 |
| 12.   | «Ведьма и осёл»                         |                                      | 2:55 |
| 13.   | «Екатерина»                             |                                      | 2:11 |
| 14.   | «Прерванная любовь, или арбузная корка» |                                      | 2:56 |
| 15.   | «Мотоцикл»                              | Михайло Горшеньов, Олександр Балунов | 2:08 |
| 16.   | «Голые коки»                            |                                      | 2:37 |
| 17.   | «Забытые ботинки»                       |                                      | 2:46 |
| 53:13 |                                         |                                      |      |

Матеріал з особистого архіва О. Балунова (перевидання 2020 року):
| 18.  | «Ели мясо мужики»                        | 2:13 |
| 19.  | «Прыгну со скалы (альтернативна версія)» | 3:10 |
| 5:23 |                                          |      |

## Учасники запису

### Гурт «Король и Шут»
- Михайло Горшеньов (Горшок) — вокал (2, 5, 6, 8, 11, 15, 17, 18, 19)
- Андрій Князєв (Князь) — вокал (окрім 8, 15, 17, 18), гітара (17)
- Олександр Балунов (Балу) — бас-гитара, вокал (6), бэк-вокал
- Яків Цвіркунов — гітара, бек-вокал, вокал (6)
- Олександр Щиголєв (Поручик) — ударные
- Мария Нефёдова — скрипка
- Павло Сажинов — клавишные, звукорежиссёр

### Запрошені музиканти
- Марина Капуро — вокал (2, 5), бек-вокал (12)
- Марія Бессонова — скрипка

### Запис та оформлення
- Anj Peteras, Сергій Кисельов — мастеринг (М-рекордс)
- Андрій Алякринський — запис
- Яків Цвіркунов, Павло Сажинов — зведення
- Андрій Князєв — художник
- Алекс Федечко-Мацкевич — фото
- Юлія Костарьова — дизайн

## Критика
У декількох інтерв'ю Михайло Горшеньов зізнавався, що ненавидів цей альбом через його «попсовість». Окрім того, коли Андрій Князєв остаточно покинув гурт, Горшеньов в інтерв'ю говорив, що радий тому, що з програми зникли «Кукла колдуна» та «Прыгну со скалы».